# Galaxie de la Girafe B
Camelopardalis B
La galaxie de la Girafe B (Camelopardalis B) est une galaxie naine irrégulière située en direction de la constellation de la Girafe, à la distance de 10,9 millions d'années-lumière de la Terre. Elle fait partie du groupe IC 342/Maffei, plus précisément du sous-groupe de IC 342.